# ایفیتو
ایفیتو (به لاتین: Ifito) یک منطقهٔ مسکونی در ماداگاسکار است که در توآماسینا دوم واقع شده‌است. ایفیتو ۸٬۷۴۴ نفر جمعیت دارد.